# Het leugensprookje uit Ditmar
Het leugensprookje uit Ditmar is een sprookje uit Kinder- und Hausmärchen, de verzameling van de gebroeders Grimm, met als nummer KHM159. De oorspronkelijke naam is Das Diethmarsische Lügenmärchen.

## Het verhaal
Er vliegen twee gebraden kippen met hun buik naar de hemel en hun rug naar de hel. Een aambeeld en molensteen zwemmen over de Rijn en een kikker eet een ploegschaar op het ijs tijdens Pinksteren. Drie mannen willen een haas vangen, de eerste is doof, de tweede blind en de derde stom en de vierde kan geen been verzetten. Ze lopen op krukken en de blinde ziet de haas rennen over het veld. De stomme roept de lamme, die de haas vangt. Er zeilen mensen over land en ze gaan over een hoge berg en verdrinken daar. Een kreeft verjaagt een haas en een koe zit op een dak. De vliegen zijn in het land zo groot als geiten hier en als je het raam open zet, vliegen de leugens naar buiten.

## Achtergronden bij het verhaal
- Het sprookje is een leugensprookje, zie ook leugenliteratuur.
- Het is gebaseerd op een Duits lied uit Beschreibung und Geschichte des Landes Dithmarschen (1733) van Anton Vieth.
- Vergelijk De dorsvlegel uit de hemel (KHM112), Knoest en zijn drie zonen (KHM138) en Het sprookje van Luilekkerland (KHM158).
- In De gouden gans (KHM64) wil de koning ook een schip dat over land kan varen. Het schip dat vaart over land en over zee is bekend uit de Noordse mythologie en sagenwereld. Zie ook Vogel Grijp (KHM165).